# Silvia Kutika
Silvia Kutika (Wilde, Avellaneda, provincia de Buenos Aires; 5 de agosto de 1956) es una actriz argentina.
Es conocida por sus papeles en telenovelas como 90 60 90 modelos, Vidas robadas, Los médicos de hoy, De carne somos entre otras.

## Biografía
Es hija de padres húngaros, Víctor y Margarita. Nació en Wilde pero se crio en Don Bosco, ambas localidades del sur del Gran Buenos Aires. A los dieciocho años empezó la carrera de Biología, orientación en Botánica en la Universidad Nacional de La Plata. A los veinte años ganó en Mar del Plata el título de belleza Miss Siete Días. Desde 1996 está en pareja con el actor Luis Luque.

## Televisión
| Año         | Título                                 | Canal      | Personaje                   | Notas                              |
| ----------- | -------------------------------------- | ---------- | --------------------------- | ---------------------------------- |
| 1980        | Calabromas                             | ATC        | Varios personajes           | Actuación de scketch               |
| 1980 - 1981 | Galería                                | ATC        | Silvia                      |                                    |
| 1981        | Laura mía                              | ATC        | Valeria                     |                                    |
| 1982        | Después del final                      | ATC        | Astrid                      |                                    |
| 1983        | Mi nombre es Lara                      | Canal 9    | Ana Velazco                 |                                    |
| 1983        | Amada                                  | Canal 11   | Luz                         |                                    |
| 1984        | Lucía Bonelli                          | Canal 11   | Carla                       |                                    |
| 1984        | Dar el alma                            | Canal 9    | Mónica                      |                                    |
| 1986        | Amor prohibido                         | Canal 11   | Marina                      |                                    |
| 1986        | El hombre que amo                      | Canal 9    | Viviana Viel                |                                    |
| 1987        | Grecia                                 | Canal 9    | Alejandra                   |                                    |
| 1988 - 1989 | De carne somos                         | Canal 13   | Silvina "La Mamita" Tacagni |                                    |
| 1990        | Amándote II                            | Telefe     | Patricia Olmos              |                                    |
| 1990        | Estafa de amor                         | Canal 9    | Julieta Ramos               |                                    |
| 1991        | Manuela                                | Canal 13   | Mariana Verezza             |                                    |
| 1992        | El precio del poder                    | Canal 9    | Liana                       |                                    |
| 1993        | Primer amor                            | Canal 9    | María del Carmen            |                                    |
| 1993        | Alta comedia                           | Canal 9    | Carmela                     | Episodio: "Una historia escondida" |
| 1994        | Quereme                                | Telefe     | Diana                       |                                    |
| 1994        | ¡Grande, Pa!                           | Telefe     | Bárbara                     |                                    |
| 1994        | Alta comedia                           | Canal 9    | Paula                       | Episodio: "Volver a querer"        |
| 1995        | Dulce Ana                              | Canal 9    | Claudia Itube Montalbán     |                                    |
| 1996 - 1997 | 90 60 90 modelos                       | Canal 9    | Cuca Dalton                 |                                    |
| 1998        | Lo dijo Papá                           | Canal 9    | Roxana                      |                                    |
| 1998        | La nocturna                            | Canal 13   | Fernanda Aguirre            |                                    |
| 1999        | Campeones de la vida                   | Canal 13   | Victoria                    |                                    |
| 2000        | Los médicos de hoy                     | Canal 13   | Claudia                     |                                    |
| 2001        | Ilusiones compartidas                  | Canal 13   | Leticia Ortiz               |                                    |
| 2001        | PH, propiedad horizontal               | Azul TV    | Sabrina                     |                                    |
| 2004        | Culpable de este amor                  | Telefe     | Julia Rodríguez de Soler    |                                    |
| 2005        | Historias de sexo de gente común       | Telefe     | Alicia                      |                                    |
| 2005 - 2006 | Se dice amor                           | Telefe     | Juana Benegas               |                                    |
| 2007        | El Capo                                | Telefe     | Zulma Yariff                |                                    |
| 2008        | Vidas robadas                          | Telefe     | Alejandra Ferro             |                                    |
| 2009        | Champs 12                              | América TV | Marina Torres               |                                    |
| 2010        | Sin tetas no hay paraíso               | La 5       | Laura Marconi               | Serie Francesa                     |
| 2011        | Decisiones de vida                     | Canal 9    | Inés                        | Episodio: "Aprender a dar"         |
| 2011        | El hombre de tu vida                   | Telefe     | Susana                      | Episodio 2, (temporada 1)          |
| 2011        | Adictos                                | Canal 10   | Ana                         | Episodio: "En familia"             |
| 2013        | Qitapenas                              | Telefe     | Joaquina Qitapenas          |                                    |
| 2013        | Historias de corazón                   | Telefe     | Silvia                      | Episodio: "Pompa y circunstancia"  |
| 2014        | Camino al amor                         | Telefe     | Lilian Suárez               |                                    |
| 2017        | Cartoneros                             | Canal 9    | Victoria                    |                                    |
| 2017 - 2018 | Las Estrellas                          | Canal 13   | Teresa de Estrella          |                                    |
| 2019        | Tu parte del trato                     | Canal 13   | Graciela de Cortés          |                                    |
| 2021        | Mujeres asesinas                       | Netflix    | Yiya Murano                 | "Ep: Yiya murano, estafadora"      |
| 2022        | Noche de hotel                         | CINE.AR    | Elsa                        | "Ep: El amarre"                    |
| 2022        | Tierra incógnita                       | Disney+    | Aurora                      |                                    |
| 2023        | Argentina, Tierra de Amor y Venganza 2 | eltrece    | Raquel Novack Zimmerman     |                                    |
| 2023        | Nada                                   | Star+      | Graciela "Grace" Figueroa   |                                    |

## Teatro
| Año  | Título                      | Personaje |  |
| ---- | --------------------------- | --------- |  |
| 2017 | Menopausia                  |           |  |
| 2021 | El cuarto de Verónica       | Verónica  |  |
| 2023 | Te espero en la Oscuridad   |           |  |
| 2025 | Al fin y al cabo es mi vida | Clara     |  |

## Cine
| Año  | Título                               | Personaje                  | Director                |
| ---- | ------------------------------------ | -------------------------- | ----------------------- |
| 1967 | Escándalo en la familia              |                            | Julio Porter            |
| 1979 | Las muñecas que hacen ¡pum!          | Muñeca #3                  | Gerardo Sofovich        |
| 1980 | Gran valor                           | María                      | Enrique Cahen Salaberry |
| 1981 | Sentimental                          | Fabiana                    | Sergio Renán            |
| 1981 | Los viernes de la eternidad          | Zulema                     | Héctor Olivera          |
| 1982 | ¿Somos?                              | Celia Valenti              | Carlos Hugo Christensen |
| 1989 | Al fin y al cabo... "De carne somos" | Silvia "La mamita" Tacagni | Mario Millán            |
| 2004 | Luna de Avellaneda                   | Verónica                   | Juan José Campanella    |
| 2011 | Juntos para siempre                  | Sofía                      | Pablo Solarz            |
| 2012 | Desmadre                             | Verónica                   | Jazmín Stuart           |
| 2022 | Cuando la miro                       |                            | Julio Chávez            |